# روبرت أدو سواه
روبرت أدو سواه (بالإنجليزية: Robert Addo Sowah)‏ هو لاعب كرة قدم غاني، ولد في 1996 في غانا.